# Tina Smith

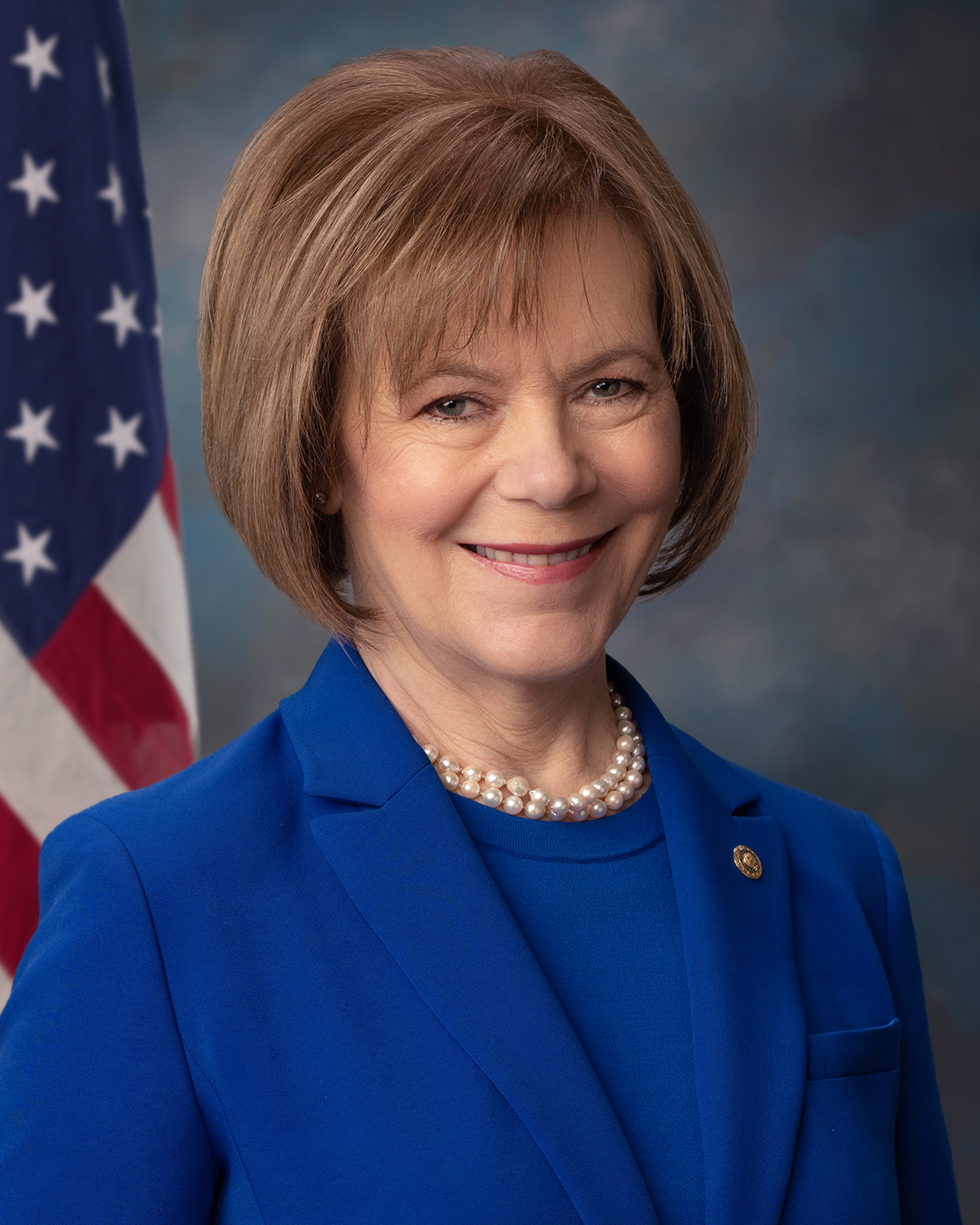
Tina Smith (2019)

Tina Flint Smith (* 4. März 1958 in Albuquerque, New Mexico) ist eine US-amerikanische Politikerin der Demokratischen Partei. Von 2015 bis 2018 war sie Vizegouverneurin des Bundesstaates Minnesota. Sie ist seit Januar 2018 Mitglied des US-Senats für Minnesota.

## Werdegang
Tina Smith arbeitete zunächst für einige Zeit für die Verwaltung der Trans-Alaska-Pipeline in Prudhoe Bay (Alaska). Danach studierte sie an der Stanford University in Kalifornien politische Wissenschaften. Anschließend beendete sie ihre Ausbildung am Dartmouth College in Hanover (New Hampshire), wo sie Verwaltung studierte. In der Folge arbeitete sie in der Marketingbranche, in der sie nach einigen Jahren eine eigene Firma gründete. Politisch schloss sie sich der Democratic-Farmer-Labor Party an, wie sich die Demokratische Partei in Minnesota nennt. Für einige Zeit gehörte sie zum Stab des Bürgermeisters von Minneapolis. Im Jahr 2010 war sie Co-Vorsitzende des Wahlkampfteams von Mark Dayton, der erfolgreich für das Amt des Gouverneurs von Minnesota kandidierte.
Im Jahr 2014 wurde Tina Smith an der Seite von Dayton bei dessen Wiederwahl zur Vizegouverneurin des Staates Minnesota gewählt. Diesen Posten bekleidete sie ab dem 5. Januar 2015. Dabei war sie Stellvertreterin des Gouverneurs. Seit 1982 wird das Amt des Vizegouverneurs durchgängig von Frauen ausgeübt.
Dayton gab Mitte Dezember 2017 bekannt, Tina Smith zur vorübergehenden Nachfolgerin des US-Senators Al Franken ernennen zu wollen. Franken hatte avisiert, in den nächsten Wochen nach Belästigungsvorwürfen zurückzutreten. Ihre Vereidigung erfolgte am 3. Januar 2018. Bei der darauffolgenden Nachwahl für den Senatssitz am 6. November wurde sie im Amt bestätigt und erneut bei der regulären Wahl am 3. November 2020.
Im Februar 2025 erklärte Smith, dass sie bei der Senatswahl 2026 nicht erneut antrete. Ihre Zeit im Senat endet damit am 3. Januar 2027.